# Damernas lagsprint i bancykling vid olympiska sommarspelen 2016
Damernas lagsprint i bancykling vid olympiska sommarspelen 2016 avgjordes den 12 augusti 2016 i Rio de Janeiro.

## Medaljörer
| Event              | Guld                      | Silver                            | Brons                       |
| Damernas lagsprint | Kina                      | Ryssland                          | Tyskland                    |
| Damernas lagsprint | Gong Jinjie Zhong Tianshi | Darja Sjmeljova Anastasia Vojnova | Kristina Vogel Miriam Welte |

## Resultat

### Kval
De åtta snabbaste lagen gick till nästa omgång,
| Placeringar | Land          | Cyklister                         | Resultat | Noteringar |
| ----------- | ------------- | --------------------------------- | -------- | ---------- |
| 1           | Kina          | Gong Jinjie Zhong Tianshi         | 32,305   | Q, OR      |
| 2           | Ryssland      | Darja Sjmeljova Anastasia Vojnova | 32,655   | Q          |
| 3           | Tyskland      | Kristina Vogel Miriam Welte       | 32,673   | Q          |
| 4           | Australien    | Anna Meares Stephanie Morton      | 32,881   | Q          |
| 5           | Nederländerna | Laurine van Riessen Elis Ligtlee  | 33,189   | Q          |
| 6           | Frankrike     | Sandie Clair Virginie Cueff       | 33,625   | Q          |
| 7           | Kanada        | Kate O'Brien Monique Sullivan     | 33,735   | Q          |
| 8           | Spanien       | Tania Calvo Helena Casas          | 33,891   | Q          |
| 9           | Nya Zeeland   | Natasha Hansen Olivia Podmore     | 34,346   |            |

### Första omgången
De två heatvinnarna med bäst tid gick till final. Övriga gjorde upp om resterande placeringar.
| Placering | Heat | Land          | Cyklister                         | Resultat | Noteringar |
| --------- | ---- | ------------- | --------------------------------- | -------- | ---------- |
| 1         | 4    | Kina          | Gong Jinjie Zhong Tianshi         | 31,928   | QG, VR, OR |
| 2         | 3    | Ryssland      | Darja Sjmeljova Anastasia Vojnova | 32,324   | QG         |
| 3         | 1    | Australien    | Anna Meares Stephanie Morton      | 32,636   | QB         |
| 4         | 2    | Tyskland      | Kristina Vogel Miriam Welte       | 32,806   | QB         |
| 5         | 1    | Nederländerna | Laurine van Riessen Elis Ligtlee  | 32,792   |            |
| 6         | 2    | Frankrike     | Sandie Clair Virginie Cueff       | 33,517   |            |
| 7         | 4    | Spanien       | Tania Calvo Helena Casas          | 33,531   |            |
| 8         | 3    | Kanada        | Kate O'Brien Monique Sullivan     | 33,684   |            |

- QG = qualified for gold medal final
- QB = qualified for bronze medal final

### Finaler
I finalerna avgjordes de slutliga placeringarna.
| Placering  | Land       | Cyklister                         | Resultat | Noteringar |
| ---------- | ---------- | --------------------------------- | -------- | ---------- |
| Bronsmatch |            |                                   |          |            |
| 3          | Tyskland   | Kristina Vogel Miriam Welte       | 32,636   |            |
| 4          | Australien | Anna Meares Stephanie Morton      | 32,658   |            |
| Final      |            |                                   |          |            |
| 1          | Kina       | Gong Jinjie Zhong Tianshi         | 32,107   |            |
| 2          | Ryssland   | Darja Sjmeljova Anastasia Vojnova | 32,401   |            |